# Danièle Debernard
Danièle Debernard, francoska alpska smučarka, * 21. julij 1954, Aime, Francija.
Nastopila je na olimpijskih igrah 1972, kjer je osvojila naslov olimpijske podprvakinje v slalomu, in 1976, kjer je osvojila bronasto medaljo v veleslalomu, tekmi štejeta tudi za svetovna prvenstva. Leta 1976 je osvojila še četrto mesto v slalomu in peto v smuku ter s tem srebrno medaljo v neolimpijski kombinaciji. V svetovnem pokalu je tekmovala dvanajst sezon med letoma 1967 in 1978 ter dosegla pet zmag in še deset uvrstitev na stopničke. V skupnem seštevku svetovnega pokala se je najvišje uvrstila na peto mesto leta 1976, ko je bila tudi tretja v slalomskem seštevku.
Njen bratranec je nekdanji alpski smučar Jean-Luc Crétier.